# 韋斯特布魯克 (明尼蘇達州)
韋斯特布魯克（英語：Westbrook）是一個位於美國明尼蘇達州卡頓伍德縣的城市。

## 人口
根據2020年美國人口普查的數據，韋斯特布魯克的面積為1.74平方千米，當中陸地面積為1.74平方千米，而水域面積為0.00平方千米。當地共有人口758人，而人口密度為每平方千米436人。